# Стамбол Ігор Іванович
Ігор Іванович Стамбол (нар. 27 жовтня 1988, с. Василівка, Біляївський район Одеської області) — український історик (кандидат історичних наук), письменник, доцент Факультету української філології, культури і мистецтва Київського університету імені Бориса Грінченка, експерт проєктів УКМЦ. Автор близько 50 наукових публікацій, оповідань у різних збірниках та п'яти власних книжок, серед яких три художні.

## Життєпис
Ігор Стамбол народився 27 жовтня 1988 року у с. Василівка Біляївського району (тепер — Одеського району) Одеської області.
Освіту здобув в Одеському національному університеті імені І. І. Мечникова (спеціальність «Історія України»), закінчив аспірантуру Одеського національного університету імені Іллі Мечникова (спеціальність «Історія України»).
У 2016 році Ігор Стамбол успішно захистив дисертацію кандидата історичних наук «Іван Львович Липа в українському національному русі (кінець XIX — початок 20-х років XX ст.)»
Працював:
- викладачем відділення соціально-економічних дисциплін Одеського автомобільно-дорожнього коледжу Одеського національного політехнічного університету;
- молодшим, науковим, старшим науковим співробітником Інституту біографічних досліджень Національної бібліотеки України імені В. І. Вернадського.
- доцентом кафедри бібліотекознавства та інформології Київського університету імені Бориса Грінченка[7]

Ігор Стамбол також пише прозові твори в жанрах історичної, містичної та гостросоціальної прози. Перший письменницький успіх стався у 2014 році, коли він посів третє місце у категорії публіцистика на конкурсі «Мій Шевченко», який проводився одеською газетою «Чорноморські новини». У 2016 році його оповідання «Маєток з великого шляху», подане на конкурс «Це елементарно, сер! 3.0», увійшло до збірки малої детективної прози «Без терміну давності». А наступного року він став переможцем у номінації «Проза» на Конкурсі ім. Л. Мартовича та ім. Г. Тютюнника, а його новела «Бумеранг» здобула друге місце у всеукраїнському конкурсі «Новела по-українськи». У 2018 році оповідання «Проблиск в Одесі», яке отримало друге на конкурсі історичних оповідань «Про минуле» було опубліковане у збірці «Memento Momentum свободи».
Наступного року вийшли дві книжки Ігоря Стамбола — «Іван та Юрій Липи» у видавництві «Фоліо» та перша збірка його оповідань «Злочинний порятунок», до якої увійшли шість історичних і соціальних оповідань про події Другої світової, повоєнний голод та 1990-ті роки в Україні. Вони були презентовані читацькій аудиторії в Одесі. А після виходу у 2020 році містичного трилеру «Прокляття інших», над яким почав працювати у 2016 році, його презентації відбулися у 2020 та 2021 роках в Одесі, Ужгороді та Самборі Львівської області.
У 2021 році Ігор Стамбол виступив укладачем та редактором-упорядником книги першого Надзвичайного і Повноважного Посла України в Російській Федерації Володимира Крижанівського «Ми знову здобули державність. Спогади першого посла незалежної України в Росії» та брав участь в низці презентацій цього видання в Києві, Одесі та Вінниці
У 2024 році вийшла художня книга Ігоря Стамбола "Під прицілом чорної сотні. Замах на Бориса Грінченка" 

## Наукова діяльність
Проводить дослідження у сферах:
- бібліографія і біобібліографія;
- документознавство;
- новітні технології у бібліотечній та архівній справі;
- історія, біографістика та славістика.

Автор близько 50 наукових публікацій.

### Творчий доробок
- Іван та Юрій Липи / І. Стамбол, С. Кучеренко. — Харків: Фоліо, 2016. — 121 с.
- Стамбол І. І. Іван та Юрій Липи / І. І. Стамбол, С. В. Кучеренко — Харків: Фоліо, 2019. — 121
- Стамбол І. І. Іван Львович Липа в українському національному русі: лікар, письменник, тарасівець: монографія / І. І. Стамбол ; ред., авт. передм. В. М. Хмарський ; Нац. акад. наук України, Нац. б-ка України ім. В. І. Вернадського, Одес. нац. ун-т ім. І. І. Мечникова. — Київ; Одеса, 2017. — 296 c.
- Листування Івана Липи (1892−1922) / упор. Ігор Стамбол. — Київ: «Темпора», 2020. — 576 с.
- Крижанівський В. Ми знову здобули державність. Спогади першого посла незалежної України в Росії / В. Крижанівський; літ. запис і упоряд. І. Стамбол. — Київ: Темпора, 2021. — 316 с.
- Стамбол І. Михайло Комаров. Знамениті українці. — Фоліо 2021. — 128 с.

Прозові видання
- Стамбол І. Злочинний порятунок / І. І. Стамбол. — Київ: Самміт-книга, 2017. — 108 с.
- Стамбол І. Прокляття інших. — Тернопіль: Мандрівець. 2020.— 160 с.
- Стамбол І. Під прицілом чорної сотні. Замах на Бориса Грінченка. — Київ: Кліо, 2024. - 192 с.

## Реалізовані проєкти:
- Співзасновник та співорганізатор Всеукраїнського біографічного рейтингу (2017-2019);
- Автор ідеї та співорганізатор урочистої академії до 160-ї річниці Бориса Грінченка;
- Автор ідеї відтворення іменної вишиванки Бориса Грінченка;
- Автор ідеї та координатор конкурсу відео-робіт серед абітурієнтів та студентів "Борис Грінченко - Лідер Українства";
- Автор ідеї проведення урочистостей до 180-ї річниці Михайла Комарова в Одесі;
- Автор ідеї та співорганізатор урочистостей до 160-ї річниці Івана Липи в Одесі;

## Відзнаки та нагороди
- Третє місце у категорії «Публіцистика» на конкурсі «Мій Шевченко», організований газетою «Чорноморські новини» (2014).
- Лауреат бліц-конкурсу короткої прози в рамках проєкту «Бесарабські діалоги» Міністерства культури України (2015)
- Перемога в номінації «Проза» на Конкурсі ім. Л. Мартовича та ім. Г. Тютюнника (2017)
- Друге місце на всеукраїнському конкурсі «Новела по-українськи» за новелу «Бумеранг» (2017)[17]
- Друге місце на конкурсі історичних оповідань «Про минуле» (2018)
- Короткий список конкурсу «Новела по-українськи» за новелу «Випадковий подарунок» (2019)